# Dickichtvögel
Die Dickichtvögel (Atrichornis) sind eine Gattung scheuer bodenbewohnender Vögel in der Ordnung der Sperlingsvögel (Passeriformes). Ihre Familie, die Atrichornitidae, ist monogenerisch, d. h., sie umfasst nur die Dickichtvögel als einzige Gattung und wird daher im deutschsprachigen Raum ebenfalls Dickichtvögel genannt. Ihr gehören zwei Arten an, der Rostdickichtvogel (Atrichornis rufescens) und der Lärmdickichtvogel (Atrichornis clamosus). Beide sind sehr selten und haben ein kleines Verbreitungsgebiet in Australien; eine der beiden Arten galt lange Zeit als ausgestorben, ehe sie 1961 wiederentdeckt wurde.
Die Dickichtvögel sind eine sehr alte Familie, die am nächsten mit den Leierschwänzen sowie den Laubenvögeln und den Baumrutschern verwandt ist. 
Die beiden Arten sind etwa starengroß (ca. 20 cm) mit unauffälligem braunen und schwarzen Gefieder. Der Rostdickichtvogel lebt in den Regenwäldern im küstennahen Grenzgebiet von New South Wales und Queensland, der Lärmdickichtvogel in einem kleinen Gebiet im Buschland im Süden von Western Australia. Sie sind schlechte Flieger, die hauptsächlich im Unterholz und Gestrüpp leben.
Die Männchen verfügen über einen sehr lauten und über weite Entfernungen hörbaren Ruf. Die Weibchen bauen gewölbte Nester nahe am Boden und kümmern sich alleine um die Aufzucht der Jungen.

## Arten
- Rostdickichtvogel (Atrichornis rufescens)
- Lärmdickichtvogel (Atrichornis clamosus)